# Organizzazione degli Stati turchi
L'Organizzazione degli Stati turchi (in precedenza Consiglio di cooperazione dei Paesi turcofoni o Consiglio turco) è un'organizzazione di nazioni di lingua turca, ne fanno parte Azerbaigian, Kazakistan, Kirghizistan, Turchia e Uzbekistan.
Il rimanente Stato turcofono, il Turkmenistan, attualmente non è un membro ufficiale a causa della sua posizione neutrale, malgrado non si possa escludere l'ipotesi che, in futuro, entri nel Consiglio. L'organizzazione ha ammesso come osservatori anche l'Ungheria e la Repubblica turca di Cipro del Nord, sebbene quest'ultima sia riconosciuta solo dalla Turchia.
Il Consiglio turco ha uno stile operativo simile a organizzazioni come Lega araba, Organisation internationale de la Francophonie e British Commonwealth.

## Storia
Il primo a proporre l'istituzione di questo consiglio cooperativo fu il presidente kazako Nursultan Nazarbayev nel 2006.
A partire dal 1992 si sono tenuti vertici tra paesi turcofoni, il 3 ottobre 2009 quattro di questi paesi hanno firmato l'Accordo di Nakhchivan con il quale è stato fondato il Consiglio turco.
Nel 2012 è stata adottata la bandiera del Consiglio turco.
Il 30 aprile 2018 è stato annunciato che l'Uzbekistan si sarebbe unito al Consiglio di cooperazione degli Stati di lingua turca e che avrebbe partecipato al prossimo vertice dell'organizzazione a Biškek. Ha formalmente richiesto l'adesione il 12 settembre 2019.
Dalla fine del 2018 l'Ungheria è un osservatore e può richiedere l'adesione a pieno titolo.
Nel novembre 2021, l'organizzazione è stata ribattezzata Organizzazione degli Stati turchi.
Nel 2022 la Repubblica turca di Cipro del Nord è stata ammessa all'organizzazione come membro osservatore.

## Obiettivi
Nominalmente, il preambolo dell'accordo di Nakhchivan riafferma la volontà degli Stati membri di aderire alle finalità e ai principi sanciti dalla Carta delle Nazioni Unite e definisce l'obiettivo principale dell'Organizzazione degli Stati turchi di approfondire ulteriormente la cooperazione globale tra gli Stati di lingua turca , oltre a fornire contributi congiunti alla pace e alla stabilità nella regione e nel mondo. Gli Stati membri hanno nominalmente confermato il loro impegno nei confronti dei valori democratici, dei diritti umani, dello Stato di diritto e dei principi di buon governo.
L'Accordo di Nakhchivan stabilisce gli scopi e i compiti principali dell'Organizzazione come segue:
- Rafforzare la fiducia e l'amicizia reciproche tra le Parti;
- Sviluppare posizioni comuni su questioni di politica estera;
- Coordinare le azioni per combattere il terrorismo internazionale, il separatismo, l'estremismo e la criminalità transfrontaliera;
- Promuovere un'efficace cooperazione regionale e bilaterale in tutti i settori di interesse comune;
- Creare condizioni favorevoli per il commercio e gli investimenti;
- Mirare a una crescita economica globale ed equilibrata, allo sviluppo sociale e culturale;
- Ampliare l'interazione nei settori della scienza, della tecnologia, dell'istruzione, della salute, della cultura, dello sport e del turismo;
- Incoraggiare l'interazione dei mass media e altri mezzi di comunicazione;
- Promuovere lo scambio di informazioni legali pertinenti e rafforzare la cooperazione legale.

## Strutture
I principali organi del Consiglio turco sono:
- Segretariato generale, a Istanbul, che ne coordina e supporta le attività;
- Consiglio dei Capi di Stato, a Istanbul, che è il principale organo decisionale, si riunisce due volte all'anno;
- Consiglio dei ministri degli Esteri, a Istanbul;
- Comitato di alti funzionari, a Istanbul;
- Consiglio dei Saggi (Aksakallar Konseyi), a Istanbul.

Il Consiglio turco funziona anche come organizzazione ombrello per meccanismi di cooperazione preesistenti, quali:
- Assemblea parlamentare dei paesi turcofoni (TurkPA), a Baku in Azerbaigian, fondata nel 1998;
- Consiglio turco per gli affari (Türk İş Konseyi);
- Amministrazione congiunta per la cultura e le arti turche (Türk Sanatları Ortak Yönetimi TÜRKSOY), fondata nel 1992, (un'organizzazione simile all'UNESCO), ad Ankara;
- la Turkic Academy in Kazakistan, fondata nel 1992 nella ex capitale Almaty e trasferita nel 1997 nella nuova capitale Astana.
- Fondazione per la cultura e il patrimonio turco.
- Unione universitaria turca.
- Camera di commercio e industria turca.

## Progetti
Dal momento che il suo accordo di fondazione definisce la cooperazione globale tra gli stati turchi come l'obiettivo principale e la ragion d'essere dell'organizzazione, l'Organizzazione degli Stati turchi sta lavorando a una varietà di progetti. I progetti sono raggruppati in sei processi di cooperazione, che sono: economia, cultura, istruzione, trasporti, dogane e diaspora. Tra gli esempi di progetti figurano l'istituzione dell'Unione universitaria turca e la stesura di un libro di testo di storia comune. L'Organizzazione degli Stati turchi lavora anche su come promuovere lo sviluppo economico nelle regioni sottosviluppate degli Stati membri. Il Segretariato riunisce ministri dell'Economia, ministri dell'Istruzione, ministri dei Trasporti, capi delle amministrazioni doganali e altri alti funzionari di diversi ministeri e agenzie al fine di lavorare su come promuovere la cooperazione negli ambiti pertinenti. Prima di essere portati davanti a ministri e capi di amministrazione, i progetti e le questioni di cooperazione vengono elaborati dai gruppi di lavoro. Un progetto lanciato di recente è l'istituzione di un meccanismo per una più stretta cooperazione tra le diaspore turche di tutto il mondo.

### Fondo comune di investimento
Nel novembre 2020, il ministro degli Affari esteri kirghiso Ruslan Kazakbaev ha sottolineato che i membri dell'Organizzazione degli Stati turchi devono rafforzare le loro relazioni economiche, devono istituire un fondo di investimento comune e costruire il suo centro in Kirghizistan in occasione del suo incontro con il ministro turco Mevlüt Çavuşoğlu. Baghdad Amreyev ha incontrato il ministro del Tesoro e delle finanze turco Lütfi Elvan e le parti hanno parlato dell'istituzione di un Fondo comune di investimento. Nel settembre 2021, durante la riunione dei ministri turchi responsabili dell'economia, le parti hanno negoziato un lavoro di fattibilità del Fondo di investimento congiunto turco e un accordo per istituire il fondo.

### Alfabeto Comune
Nel settembre 2022, in occasione del 90º anniversario del Festival della lingua, l'Organizzazione degli Stati turchi ha deciso di istituire una "Commissione per l'alfabeto comune" all'interno dell'organizzazione per un alfabeto unificato del mondo turco. Durante l'evento, gli scienziati dei paesi turchi hanno fornito informazioni sugli alfabeti e sui processi storici utilizzati nei loro paesi, e quindi è stato sottolineato che i processi di transizione verso l'alfabeto comune dovrebbero essere accelerati e l'applicazione dovrebbe essere diffusa. La commissione, che terrà la sua prima riunione in Kirghizistan, osserverà il lavoro dell'alfabeto comune e riferirà al Consiglio dei Saggi.

### Sistema Doganale Semplificato
L'11 novembre 2022, nella città di Samarcanda, i paesi membri dell'Organizzazione degli Stati turchi hanno firmato un accordo "Sulla creazione di un corridoio doganale semplificato". L’Azerbaigian è stato il primo paese membro ad attuare l’accordo, nel maggio 2023 il presidente azerbaigiano Ilham Aliyev ha firmato una legge che crea il corridoio doganale semplificato.

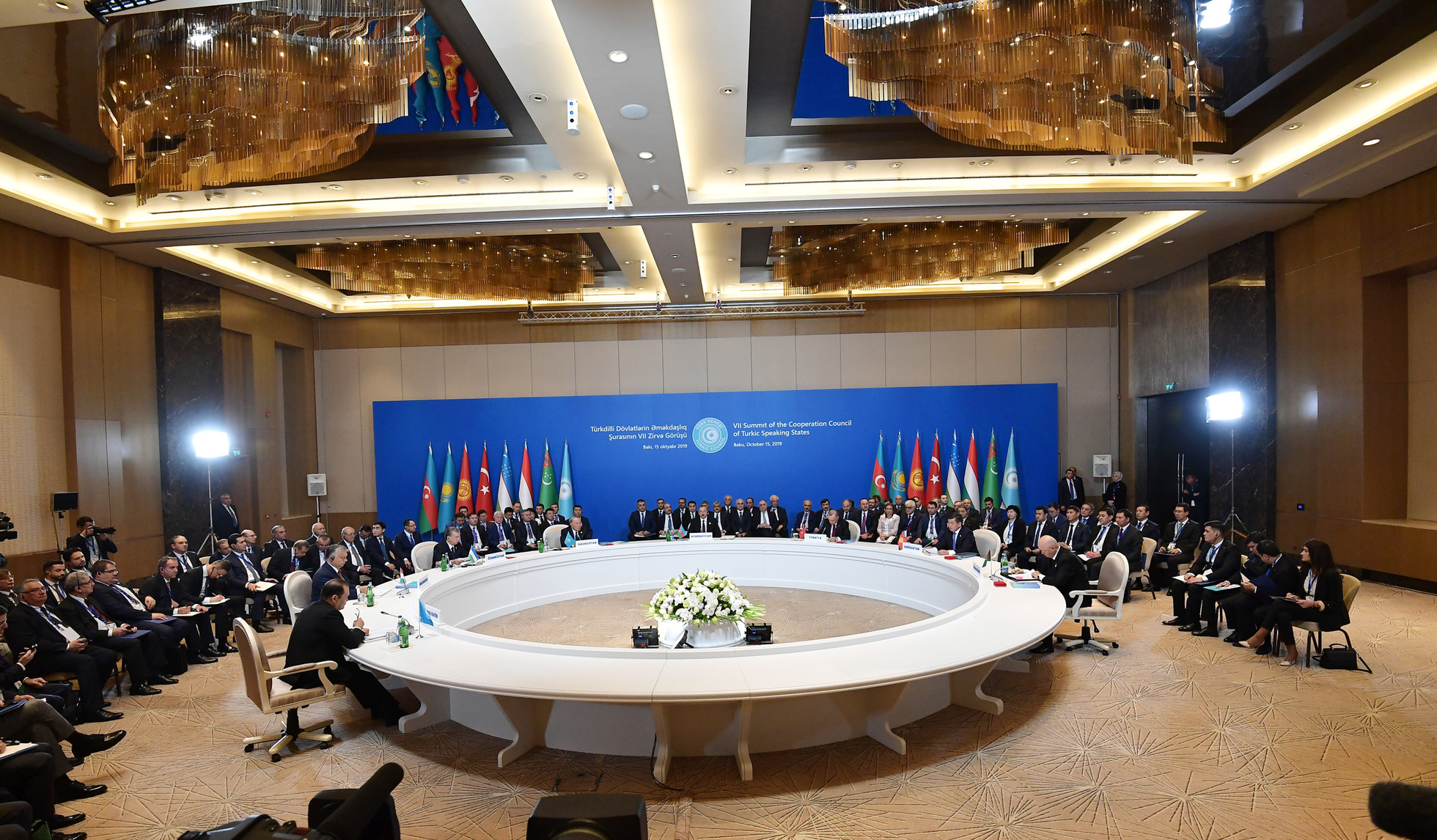
7° Vertice del Consiglio di Cooperazione degli Stati di lingua turca a Baku

## Vertici
Dopo lo scioglimento dell'Unione Sovietica, i nuovi Stati turchi indipendenti di Azerbaigian, Kazakistan, Kirghizistan, Turkmenistan e Uzbekistan, nonché la Turchia, hanno organizzato i vertici dei capi degli Stati di lingua turca, il primo dei quali ha avuto luogo nel 1992 ad Ankara. Con l'istituzione del Consiglio Turco, al 10º Summit è stato deciso di rinominare gli incontri di alto livello in Summit del Consiglio Turco.
Il vertice del Consiglio turco è il momento clou dell'anno in cui i capi di Stato valutano i risultati del periodo passato e fissano obiettivi per il prossimo anno. Il primo summit si è svolto ad Almaty, in Kazakistan, dal 20 al 21 ottobre 2011 e si è concentrato principalmente sulla cooperazione economica. Il secondo vertice si è tenuto a Biškek, in Kirghizistan, dal 22 al 23 agosto 2012 e si è concentrato sulla cooperazione educativa, scientifica e culturale. Il terzo vertice si è svolto dal 15 al 16 agosto 2013 a Qəbələ, in Azerbaigian, sul tema dei trasporti e della connettività.
Il 15 ottobre 2019 è stato organizzato a Baku il settimo vertice del Consiglio turco con la partecipazione dei presidenti degli stati membri İlham Əliyev, Sooronbai Jeenbekov, Recep Tayyip Erdoğan, Shavkat Mirziyoyev, nonché Purli Agamyradov come ospite, Viktor Orbán come osservatore e capi delle istituzioni di cooperazione turche. I partecipanti hanno celebrato il decimo anniversario dell'Accordo di Nakhchivan sull'istituzione del Consiglio turco, oltre all'adesione dell'Uzbekistan all'organizzazione come membro a pieno titolo. Il titolo di Presidente Onorario del Consiglio Turco è stato conferito all'ex Presidente del Kazakistan Nursultan Nazarbaev. A conclusione del Vertice, i Capi di Stato hanno firmato la Dichiarazione di Baku. Inoltre, la presidenza del Consiglio è passata ufficialmente all'Azerbaigian.

### Summit straordinario
Il vertice straordinario del Consiglio turco incentrato sulla lotta alla pandemia di COVID-19 è stato condotto in videoconferenza su iniziativa del presidente dell'organizzazione İlham Əliyev il 10 aprile 2020. La conferenza intitolata "Cooperazione e solidarietà nella lotta contro il Pandemia COVID-19" si è svolta con la partecipazione del Direttore Generale dell'Organizzazione Mondiale della Sanità, Tedros Adhanom Ghebreyesus insieme al Capo degli Stati dei Paesi membri. I partecipanti hanno discusso le misure adottate a livello nazionale per combattere l'epidemia di coronavirus, per migliorare la cooperazione multilaterale nel campo dell'assistenza sanitaria e per affrontare le sfide comuni causate dall'epidemia di COVID-19. Scambiandosi opinioni sulle modalità per superare gli effetti negativi del coronavirus sull'economia nazionale e globale, hanno toccato le relazioni commerciali e il trasporto continuo e hanno affidato ai Ministeri del Commercio e dei Trasporti degli Stati membri la revisione del processo in videoconferenza e la presentazione di soluzioni pratiche per il libero flusso di merci tra gli stati del Consiglio turco attraverso il corridoio transcaspico. Un elenco di 18 punti di priorità reciproche di tutti i paesi membri è stato delineato nella Dichiarazione di Baku.

## Cooperazione internazionale
L'Organizzazione degli Stati turchi è un osservatore presso l'Organizzazione per la cooperazione economica. L'Organizzazione ha anche chiesto lo status di osservatore presso le Nazioni Unite e l'Organizzazione per la cooperazione islamica. Inoltre, l'Organizzazione degli Stati turchi intrattiene strette relazioni di cooperazione con l'Organizzazione per la sicurezza e la cooperazione in Europa e la Conferenza sulle misure di interazione e rafforzamento della fiducia in Asia.

## Membri

### Attuali
| Nazione      | Adesione  | Popolazione | Area (km²) | PIL nominale (miliardi di $) | PIL pro capite nominale 2011 | Proiezione al 2015 del PIL pro capite nominale | Popolazione turcofona (%) |
| ------------ | --------- | ----------- | ---------- | ---------------------------- | ---------------------------- | ---------------------------------------------- | ------------------------- |
| Azerbaigian  | Fondatore | 9.165.000   | 86.600     | 86,03                        | $10.340                      | $11.758                                        | 92,5                      |
| Kazakistan   | Fondatore | 16.600.000  | 2.724.900  | 182,3                        | $ 13.484                     | $ 17.946                                       | 65,5                      |
| Kirghizistan | Fondatore | 5.356.869   | 199.900    | 10,8                         | $ 2.363                      | $3.005                                         | 72,6                      |
| Turchia      | Fondatore | 82.340.088  | 783.562    | 735,3                        | $ 10.106                     | $ 16.778                                       | 90,2                      |
| Uzbekistan   | 2019      | 27.606.007  | 447.400    | 86,1                         | $ 3.248                      |                                                | 72,4                      |

### Osservatori
| Nazione                                  | Adesione | Popolazione | Area (km²) | PIL nominale (miliardi di $) | PIL pro capite nominale 2021 | Popolazione turcofona (%) |
| ---------------------------------------- | -------- | ----------- | ---------- | ---------------------------- | ---------------------------- | ------------------------- |
| Turkmenistan                             | 2018     | 5.110.000   | 488.100    | 31,966                       | $ 8.862                      | 76,7                      |
| Ungheria                                 | 2021     | 9.709.891   | 93.030     | 176,543                      | $ 18.142                     |                           |
| Cipro del Nord                           | 2022     | 382.836     | 3.355      | 4,384 (2018)                 | $ 14.684 (2022)              |                           |
| Organizzazione di cooperazione economica | 2023     |             |            |                              |                              |                           |

### Possibili futuri osservatori
Nel 2020, il viceministro degli esteri ucraino Emine Ceppar ha dichiarato che l'Ucraina voleva essere un osservatore. Nel 2021, il presidente di Cipro del Nord Ersin Tatar ha dichiarato la sua intenzione di ottenere lo status di osservatore, che è sostenuto dal presidente della Turchia; l'adesione è avvenuta nel 2022.

### Ex candidati
Il 3 maggio 2021, la Repubblica islamica dell'Afghanistan ha presentato domanda ufficiale per lo status di osservatore. Si noti che questo è avvenuto poco prima che i talebani sostituissero la Repubblica islamica dell'Afghanistan con il suo emirato islamico dell'Afghanistan, lasciando incerto lo stato della domanda per lo status di osservatore.